# بطرس الغليوني
بطرس الغليوني (باليونانية: Πέτρος τοῦ Γουλαίου or ὁ Γουλαιάτης) كان رئيس دير بيزنطي في أوائل القرن التاسع، بعثه الإمبراطور نقفور الأول سفيرًا عند العباسيين والفرنجة.
كان قمصًا لدير غوليون في الإمبراطورية البيزنطية، لا يُعرف مكانه وهويته بالضبط. يُعرف عادةً باسم بطرس عباس الذي كان أحد القادة (إلى جانب ميخائيل الأسقفي، المعروف باسم ميخائيل من سينادا) لسفارة أرسلها نقفور الأول إلى شارلمان في 802/3. في عام 806، أثناء غزو الخليفة العباسي هارون الرشيد لآسيا الصغرى، أُرسِل بطرس وميخائيل، إلى جانب جريجوري، خادم أماصرة، إلى الخليفة لعرض التفاوض على السلام.
قد يكون من الممكن أيضًا التعرف عليه مع رئيس دير غوليون الذي لم يُذكر اسمه، والذي تخلى وفقًا لثيودور ستوديتس عن تبجيل الأيقونات في ق. 816 ، ولكن في وقت لاحق (ق. 824/6) عاد إلى موقف محب للأيقونات.